# Temporada 1986-87 de los Seattle SuperSonics
La temporada 1986-87 fue la vigésima de los Seattle SuperSonics en la NBA. La temporada regular acabó con 39 victorias y 43 derrotas, ocupando el séptimo puesto de la conferencia Oeste, clasificándose para los playoffs, en los que cayó en las Finales de Conferencia ante Los Angeles Lakers.

## Elecciones en elDraft
| Ronda | Puesto | Jugador          | Posición  | Nacionalidad   | Universidad/Club     |
| ----- | ------ | ---------------- | --------- | -------------- | -------------------- |
| 2     | 30     | Nate McMillan    | Escolta   | Estados Unidos | North Carolina State |
| 2     | 38     | Lemone Lampley   | Pívot     | Estados Unidos | DePaul               |
| 3     | 53     | Tod Murphy       | Ala-Pívot | Estados Unidos | UC Irvine            |
| 5     | 99     | Dominic Pressley | Base      | Estados Unidos | Boston College       |
| 6     | 122    | Curtis Kitchen   | Ala-Pívot | Estados Unidos | South Florida        |

## Temporada regular
| División Pacífico        | División Pacífico | División Pacífico | División Pacífico | División Pacífico | División Pacífico | División Pacífico | División Pacífico | División Pacífico |
| Equipo                   | G                 | P                 | %                 | PD                | Casa              | Fuera             | Div               |                   |
| ------------------------ | ----------------- | ----------------- | ----------------- | ----------------- | ----------------- | ----------------- | ----------------- | ----------------- |
| y-Los Angeles Lakers     | 65                | 17                | .793              | –                 | 37–4              | 28–13             | 24–6              |                   |
| x-Portland Trail Blazers | 49                | 33                | .598              | 16                | 34–7              | 15–26             | 17–13             |                   |
| x-Golden State Warriors  | 42                | 40                | .512              | 23                | 25–16             | 17–24             | 17–13             |                   |
| x-Seattle SuperSonics    | 39                | 43                | .476              | 26                | 25–16             | 14–27             | 15–15             |                   |
| Phoenix Suns             | 36                | 46                | .439              | 29                | 26–15             | 10–31             | 14–16             |                   |
| Los Angeles Clippers     | 12                | 70                | .146              | 53                | 9–32              | 3–38              | 3–27              |                   |

## Playoffs

### Primera ronda
Dallas Mavericks vs. Seattle SuperSonics 
| Fecha       | Partido                                       | Ciudad  |
| ----------- | --------------------------------------------- | ------- |
| 23 de abril | Dallas Mavericks 151, Seattle SuperSonics 129 | Dallas  |
| 25 de abril | Dallas Mavericks 110, Seattle SuperSonics 112 | Dallas  |
| 28 de abril | Seattle SuperSonics 117, Dallas Mavericks 107 | Seattle |
| 30 de abril | Seattle SuperSonics 124, Dallas Mavericks 98  | Seattle |
|             | Seattle SuperSonics gana las series 3-1       |         |

### Semifinales de Conferencia
Houston Rockets vs. Seattle SuperSonics 
| Fecha      | Partido                                      | Ciudad  |
| ---------- | -------------------------------------------- | ------- |
| 2 de mayo  | Houston Rockets 106, Seattle SuperSonics 111 | Houston |
| 5 de mayo  | Houston Rockets 97, Seattle SuperSonics 99   | Houston |
| 7 de mayo  | Seattle SuperSonics 84, Houston Rockets 102  | Seattle |
| 9 de mayo  | Seattle SuperSonics 117, Houston Rockets 102 | Seattle |
| 12 de mayo | Houston Rockets 112, Seattle SuperSonics 107 | Houston |
| 15 de mayo | Seattle SuperSonics 128, Houston Rockets 125 | Seattle |
|            | Seattle SuperSonics gana las series 4-2      |         |

### Finales de Conferencia
Los Angeles Lakers vs. Seattle SuperSonics 
| Fecha      | Partido                                         | Ciudad      |
| ---------- | ----------------------------------------------- | ----------- |
| 16 de mayo | Los Angeles Lakers 92, Seattle SuperSonics 87   | Los Angeles |
| 19 de mayo | Los Angeles Lakers 112, Seattle SuperSonics 104 | Los Angeles |
| 23 de mayo | Seattle SuperSonics 121, Los Angeles Lakers 122 | Seattle     |
| 25 de mayo | Seattle SuperSonics 102, Los Angeles Lakers 133 | Seattle     |
|            | Los Angeles Lakers gana las series 4-0          |             |

## Estadísticas
| Rk | Jugador           | Edad | P  | PT | MP   | TC  | TCI  | %TC  | T3  | T3I | %T3  | TL  | TLI  | %TL  | RO  | RD  | RT  | AS  | RB  | TAP | BP  | FP  | PTS  |
| -- | ----------------- | ---- | -- | -- | ---- | --- | ---- | ---- | --- | --- | ---- | --- | ---- | ---- | --- | --- | --- | --- | --- | --- | --- | --- | ---- |
| 1  | Dale Ellis        | 26   | 82 | 76 | 37.5 | 9.6 | 18.5 | .516 | 1.0 | 2.9 | .358 | 8.5 | 15.6 | .787 | 2.3 | 3.2 | 5.5 | 2.9 | 1.3 | 0.4 | 2.9 | 3.3 | 24.9 |
| 2  | Xavier McDaniel   | 23   | 82 | 82 | 37.0 | 9.8 | 19.3 | .509 | 0.0 | 0.2 | .214 | 9.8 | 19.1 | .696 | 4.1 | 4.5 | 8.6 | 2.5 | 1.4 | 0.6 | 2.9 | 3.7 | 23.0 |
| 3  | Tom Chambers      | 27   | 82 | 82 | 36.8 | 8.0 | 17.6 | .456 | 0.7 | 1.8 | .372 | 7.4 | 15.9 | .849 | 2.0 | 4.7 | 6.6 | 3.0 | 1.0 | 0.6 | 3.3 | 3.7 | 23.3 |
| 4  | Alton Lister      | 28   | 75 | 75 | 30.5 | 4.6 | 9.2  | .504 | 0.0 | 0.0 | .000 | 4.6 | 9.1  | .675 | 3.0 | 6.4 | 9.4 | 1.5 | 0.4 | 2.4 | 2.3 | 3.9 | 11.6 |
| 5  | Nate McMillan     | 22   | 71 | 50 | 27.8 | 2.0 | 4.2  | .475 | 0.0 | 0.1 | .000 | 2.0 | 4.1  | .617 | 1.4 | 3.2 | 4.7 | 8.2 | 1.8 | 0.6 | 2.2 | 3.4 | 5.3  |
| 6  | Gerald Henderson  | 31   | 6  | 6  | 25.8 | 4.2 | 8.3  | .500 | 0.0 | 0.5 | .000 | 4.2 | 7.8  | .944 | 1.0 | 0.5 | 1.5 | 5.3 | 1.0 | 0.0 | 2.5 | 2.8 | 11.2 |
| 7  | Eddie Johnson     | 31   | 24 | 0  | 21.2 | 3.5 | 7.8  | .457 | 0.2 | 0.6 | .333 | 3.3 | 7.1  | .764 | 0.5 | 1.5 | 1.9 | 4.8 | 0.5 | 0.0 | 1.7 | 1.5 | 9.0  |
| 8  | Danny Young       | 24   | 73 | 26 | 20.3 | 1.8 | 3.9  | .458 | 0.4 | 1.1 | .367 | 1.4 | 2.9  | .831 | 0.3 | 1.2 | 1.5 | 4.8 | 1.0 | 0.0 | 1.2 | 1.0 | 4.8  |
| 9  | Maurice Lucas     | 34   | 63 | 0  | 17.8 | 2.8 | 6.2  | .451 | 0.0 | 0.1 | .000 | 2.8 | 6.1  | .802 | 1.4 | 3.5 | 4.9 | 1.0 | 0.5 | 0.3 | 1.2 | 2.7 | 7.9  |
| 10 | Clemon Johnson    | 30   | 78 | 7  | 13.5 | 1.1 | 2.3  | .494 | 0.0 | 0.0 | .000 | 1.1 | 2.3  | .636 | 1.4 | 2.2 | 3.6 | 0.3 | 0.3 | 0.5 | 0.5 | 1.8 | 3.2  |
| 11 | Kevin Williams    | 25   | 65 | 0  | 10.8 | 2.0 | 4.6  | .446 | 0.0 | 0.1 | .000 | 2.0 | 4.4  | .833 | 0.7 | 0.6 | 1.3 | 1.0 | 0.7 | 0.1 | 1.0 | 2.4 | 4.9  |
| 12 | Russ Schoene      | 26   | 63 | 0  | 9.2  | 1.1 | 3.0  | .374 | 0.0 | 0.2 | .154 | 1.1 | 2.8  | .630 | 0.8 | 1.0 | 1.9 | 0.4 | 0.3 | 0.2 | 0.7 | 1.5 | 2.7  |
| 13 | Terence Stansbury | 25   | 44 | 0  | 8.5  | 1.5 | 3.5  | .429 | 0.3 | 0.7 | .379 | 1.3 | 2.9  | .620 | 0.2 | 0.4 | 0.5 | 1.3 | 0.3 | 0.0 | 0.7 | 1.8 | 4.0  |
| 14 | Michael Phelps    | 25   | 60 | 6  | 7.8  | 1.3 | 2.9  | .426 | 0.0 | 0.2 | .100 | 1.2 | 2.8  | .705 | 0.3 | 0.6 | 0.8 | 1.1 | 0.4 | 0.0 | 0.5 | 1.0 | 3.0  |
| 15 | Curtis Kitchen    | 23   | 6  | 0  | 5.2  | 0.5 | 1.0  | .500 | 0.0 | 0.2 | .000 | 0.5 | 0.8  | .750 | 0.7 | 0.8 | 1.5 | 0.2 | 0.3 | 0.5 | 0.0 | 0.7 | 1.5  |

## Galardones y récords
| Jugador      | Galardón                                 |
| Dale Ellis   | Jugador más mejorado de la NBA           |
| Tom Chambers | All-Star MVP del All-Star Game de la NBA |